# AM-50
Die AM-50 (Automobil mostní 50, auf Deutsch: Brückenfahrzeug) ist ein militärisches Schnellbrückensystem aus tschechoslowakischer bzw. tschechischer Produktion und konzeptionell mit dem Wesen von Brückenlegepanzern vergleichbar. Allerdings werden beim AM-50-System ausschließlich geländegängige Militärlastwagen verwendet.

## Entwicklungsgeschichte
Die Schnellbrücke AM-50 wurde in den späten 1960er-Jahren entwickelt und Anfang der 1970er-Jahre an die tschechoslowakische Volksarmee ausgeliefert. Die ursprüngliche Version wurde auf Basis des vierachsigen Lastkraftwagens Tatra 813 (8×8) entworfen, der den idealen Kompromiss zwischen Gelände- und Straßenfahreigenschaften darstellte. Das Antriebsaggregat ist ein V12-Dieselmotor vom Typ Tatra 930-17 mit 17.640 cm³ Hubraum, der 250 PS leistete. Das zweitürige Fahrerhaus bot fünf Sitzplätze und verfügte über eine integrierte ABC-Schutz-Belüftungsanlage.
Hauptnutzer des Schnellbrückensystems sind die Nachfolgestaaten der Tschechoslowakei, Tschechien und die Slowakei, sowie Indien und Pakistan.

## Technik

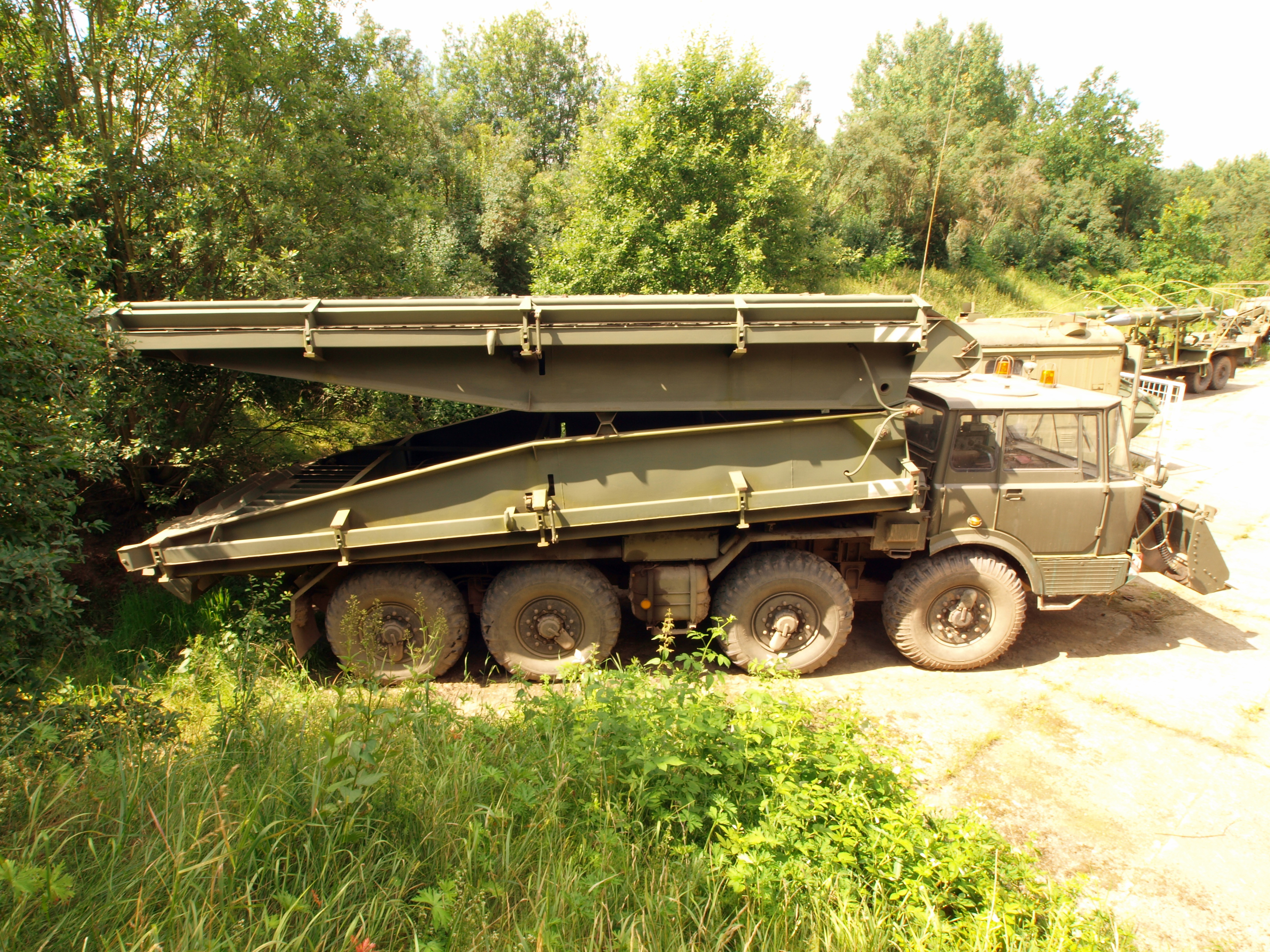
AM-50 mit gefalteter Brücke in Transportkonfiguration

Jeder Tatra trägt ein zusammengefaltetes Brückensegment, das im Transportzustand eine Länge von 8,0 Meter, eine Breite von 3,15 Meter und eine Höhe von 2,1 Meter hat. Ausgefahren ist die Brücke 13,5 Meter lang und die Breite erhöht sich auf 4,21 Meter. Maximal acht Segmente können zu einer fast 108 Meter langen Brücke verbunden werden, wobei die Grabentiefe zwischen 2,0 und 5,50 Meter betragen soll. Die Traglast der Brücke liegt bei 50 Tonnen.

## Varianten

### AM-50
Ursprüngliche Version.

### AM-50B
Verwendung des LKW-Modells Tatra 815 (8×8) als Basisfahrzeug bei Beibehaltung der ursprünglichen Faltbrücke.

### AM-50EX
Verwendung des Tatra 815-7 (8×8) als Basisfahrzeug, der mit einem leicht gepanzerten Führerhaus ausgestattet ist. Der Brückenaufbau wurde weitestgehend vom AM-50 übernommen. Die Traglast wurde erhöht und das Hydrauliksystem überarbeitet, zudem werden die Stützen hydraulisch eingestellt. Die Fahrzeuge verfügen über Räumschilde.